# 全英映像等級審査機構
全英映像等級審査機構（ぜんえいえいぞうとうきゅうしんさきこう、英: British Board of Film Classification）は、イギリスの映像審査機関。映画及びビデオ、コンピュータゲームを審査し、レイティングを実施する。前身は、全英映画検閲機構、もしくは英国映画検閲委員会。略称・BBFC。

## 概要
1909年成立の映画法に基づいて1913年に設置されたBritish Board of Film Censors（全英映画検閲機構）が前身。設置当時から政府から独立した民間団体であったが、1984年に「検閲よりも（等級）分類がより重要な業務になったため」名称を変更した。
1984年以降、劇場映画だけでなくビデオソフトも審査対象に追加。後にコンピュータゲームも審査対象とされるが、1994年に業界団体・Entertainment and Leisure Software Publishers Association（ELSPA）が自主審査基準を公表したことに伴ってゲームの審査はELSPAへ委嘱する形となり、2003年以降はELSPAの審査基準を引き継いだ汎欧州ゲーム情報（PEGI）に委嘱を行っている。ただし、それ以降もイギリス国内で発売されるゲームソフトの一部（主にPEGIの「18+」区分ソフトと一部の「16+」・「12+」区分ソフト）にはPEGIのレイティング表示の代わりにBBFCのレイティング表示が記載されている。
2007年4月にコンピュータゲームがプレイヤーやその保護者、或いはゲームを全くプレイしない層にどのように受け止められているか社会的な影響を調査した結果をまとめた報告書を公表した。

## レイティング
- (Universal) - 全年齢対象。2009年前は。
- (Parental Guidance) - 保護者同伴による視聴またはプレイが望ましい。
- (12 Accompanied/Advisory) - 12歳以上推奨、視聴の際は保護者の適切な指導が必要。映画のみに適用される。
- - 12歳未満視聴 非推奨。
- - 15歳未満視聴 非推奨。
- - 18歳未満視聴 非推奨。
- (Restricted 18) - 18歳以上のみ対象。映画・ビデオソフトのみに適用されるレイティングで、ビデオソフトの場合は未成年者立入禁止の営業認可店のみで販売可能。
- R (Rejected) - 審査拒否。これに該当した場合はイギリス国内での発売や上映そのものが禁止される。